# Herning
 Denne artikel handler om selve byen Herning. Ordet Herning bruges ofte også som en kort betegnelse for Herning Kommune.
Herning ligger i Midtjylland og er hovedby i Herning Kommune. Byen er den fjerdestørste i Region Midtjylland og har 51.782 indbyggere  (2025) inkl. Tjørring, Snejbjerg, Birk, Hammerum, Gjellerup og Lind, hvor nogen af dem igennem industrikvarterer er vokset sammen med selve købstaden.

## Historie
Navnet kommer af det ældre Hørningh (horn, dvs. fremspringende bakke, og endelsen -ing).
Herregården Herningsholm blev opført i 1579 ved den gamle hærvej fra Jelling til Holstebro.

### Under enevælden
Landsbyen Herning bestod i 1682 af ni gårde. Det samlede dyrkede areal udgjorde 215,7 tønder land skyldsat til 30,78 tdr. hartkorn. Dyrkningsmåden var græsmarksbrug uden tægter.
Opdyrkningen af heden i begyndelsen af 1800-tallet medførte stigende befolkningstal og Herning udviklede sig som handelscentrum. I 1827 lod den nytiltrådte herredsfoged opføre et nyt tinghus et par km øst for landsbyen. Da han ikke kunne blive enig med bønderne i Gjelleruplund om en grund, opførtes det ved en markvej ved gården Laulund. I 1832 bosatte en apoteker sig ved siden af tinghuset. I 1839 opførtes gæstgivergården Christiansminde, og i 1841 bosatte en læge sin på stedet. I de følgende år bosatte flere håndværkere sig i Herning, og markvejen blev til Herninggade. Da landevejen mellem Ringkøbing og Silkeborg blev anlagt gennem den sparsomme bebyggelse i 1840'erne og en ny hovedvej fra Holstebro over Herning til Vejle opførtes - delen til Holstebro i 1858 og til Vejle i 1864, voksede landsbyen.
Herning havde i 1840 21 indbyggere, i 1860 101 indbyggere, i 1870 246 indbyggere, i 1880 1.064 indbyggere. I 1855 havde byen tinghus, lægebolig, apotek, postekspedition, kro, skole og handlende. I 1870 havde byen tinghus, distriktslægebolig, apotek, postekspedition og telegrafstation, skole, bank, et bogtrykkeri, vejrmølle, folkebibliotek, sparekasse, uldspinderi, to kroer, planteskole, flere handlende, dyrlæge og "en Mængde Haandværkere".

### Den tidlige industrialisering
De tyndt befolkede og fattige heder i Midt- og Vestjylland havde fra gammel tid tradition for uldproduktion. Bønder og hyrder strikkede strømper og andet uldtøj som blev videresolgt af omvandrende hosekræmmere. Indbyggerne kaldes også uldjyder, i dag lettere spøgefuldt. Husfliden udviklede sig til en omfattende tekstilindustri i Herning, Ikast og Brande. I 1876 anlagdes et dampdrevet uldspinderi, som i 1896 blev til en klædefabrik. I 1877 blev Herning endestation for jernbanen fra Skanderborg-Silkeborg. I de sidste årtier af 1800-tallet skete en rivende udvikling af byen: i 1887-89 blev den romanske middelalderkirke nedrevet og erstattet af Herning Kirke. Hotel Eyde er fra 1893, Herning Tinghus fra samme år og Missionshuset Bethania fra 1898.
I 1879 blev byen beskrevet
"Herning Kirke; Byerne Herning med Thinghuus, Districtslægebolig og Apothek, Postexpedition og Telegraphstation, flere Handelsetablissementer, Skole, Valgsted for 4de Folkethingskreds, Herning Hede- og Discontobank, et Bogtrykkeri, hvorfra udgaaer Dagbladet "Vestjylland", Veirmølle, en Klub, Hammerum Herreds Folkebibliothek, det danske Hedeselskabs Planteskole, Sparekasse, Uldspinderi ved Dampkraft, Bog- og Papirhandel, 2. Kroer m.m."
Ved århundredeskiftet beskrives byen således: "I Sognet den købstadlignende By Herning (1340: Hørningh; senere kaldet Hanning), ved Landevejen, som danner den med Træer beplantede Hovedgade, Landets største Landsby („Hedens Hovedstad“) —, med Kirke; Præstebolig; Missionshuset „Bethania“ (opf. 1898 efter Tegn. af Arkit. Wiinholt); 2 Almueskoler (Hovedskolen i Byen og Landskolen V. for den); Realskole (opr. 1877 af Landstingsmand Thomas Nielsen) med Ret til at afholde alm. Forberedelseseksamen; teknisk Skole (opr. 1878), flere private Skoler; Ting- og Arresthus, opf. 1893 i tysk Hanseatstil af røde Mursten i to Stokv., 80 F. langt, med Spir, og en 1891 opf. Sidefløj til Arrestbygn., med Plads til 16 Arrestanter (Arkitekterne: Wiinholt og Hagerup); Bygningerne, der have kostet c. 82,000 Kr., ejes af Amtskommunen; foruden Lokale for Forligskommission og Arrestforvarerbolig indeholder Tinghuset en stilfuld, smukt dekoreret Retssal og paa Loftet et 1896 indrettet Museum med Genstande, indsamlede i Midt- og Vestjylland (Jydepotteindustrien er fyldig repræsenteret); det ældste Tinghus i H. var opf. 1827, det andet 1857. Herredsfogedbolig og Kontor (opf. 1878); Amtssygehus (opf. 1882, med 23 Senge, for c. 21,000 Kr., Arkitekt: Weber) og Epidemihus (opf. 1888 med 25 Senge, med Desinfektionsanstalt, for 12,600 Kr., Arkit.: Weber), begge ejede af Amtskommunen; Fattiggaard, opf. 1882, Plads for 22 Lemmer; Hammerum Hrd.’s Børnehjem, opr. 1882 af H. C. Bertelsen, Plads for c. 15 Børn; Apotek (opr. 1832); Distriktslægebolig; flere Læger. Meteorologisk Station (opr. 1873). Herning Hede- og Diskontobank (opr. 12/3 1872; Aktiekapit.: 115,600 Kr.; 31/12 1900 var Folio- og Indlaanskontoen 965,378, Vekselkontoen 728,914 Kr.). Hammerum Hrd.’s Sparekasse (opr. 1/7 1868; 31/3 1900 var Spar. Tilgodeh. 2,943,933 Kr., Rentef. 4 pCt., Reservef. 115,040 Kr., Antal af Konti 6061). Gasværk (anl. 1898). Haandværkerforeningsbygning (opf. 1887); Højskolehjem (opf. 1901). Af industrielle Anlæg nævnes: et Dampuldspinderi (Lunds), flere Bryggerier, et Teglværk, et Jærnstøberi, en Dampmølle, flere Møller, en Tørvefabr., et Svineslagteri, et Dampfarveri, to Mineralvandsfabr., en Tagpapfabr., Cementfabrikken „Vestjyll.“, Savskærerier; desuden Handelsetablissementer og Haandværkere samt to Bogtrykkerier; i Byen udgaar H. Folkeblad, „Vestjyll.“ („H. Dagblad“ udgives i Ringkj.). Her findes flere Hoteller, Gæstgiverier, Markedsplads (8 Markeder med Heste og Kreaturer i Feb., Marts, April, Maj, Juni, Aug., Okt. og Dec.), Jærnbanestation (paa Skanderborg-Silkeborg-Skjern Banen, ligesom den bliver Endestation for Statsbanerne Viborg-Herning, og Holstebro-Herning), Telegraf- og Statstelefonst. samt Postkontor (Posthuset er opf. 1892 efter Tegn. af Bygningsinspektør J. V. Petersen). Byen har Toldsted og er Valgsted for Amtets 5. Folketingskr. og Sessionsted for Lægd 43-60 af 5. Udskrivningskreds. V. for Byen ved Assistenskirkegaarden (med et Ligkapel) ligger et 2 1/2 Td. Ld. stort Lystanlæg (oprindl. Hedeselskabets Planteskole), hvori Mindesmærke for Oberst Dalgas, afsløret 8/10 1896 (en Obelisk med Portrætmedaillon); desuden ejer Byen mod S. Anlægget Pontoppidan, 12 Td. Ld., hvori Mindesmærker for Landstingsmd. Th. Nielsen († 1895), afsl. 14/9 1901, og for Generalkonsul Pontoppidan (rejst 1903)."
Forfatteren Nis Petersens barndomshjem fra 1905 lå i Nygade 14. Ved Torvet står Hedebanken fra 1912, som i dag regnes for en af byens smukkeste bygninger.
Herning blev købstad i 1913, en tid hvor udviklingen yderligere tog fart med mange nye tekstilvirksomheder og anden industri i området. I Hakkelsesskæreriet, der blev genopført i 1919 efter en brand, mødtes tøjfabrikanterne i 1930'erne og startede små tekstilvirksomheder. Også jern-, metal- og møbelindustri udviklede sig mærkbart i det 20. århundrede. Herning fik gymnasium, centralsygehus, seminarium og et vist teater- og musikliv.
Fra 1941 oprettedes der i hele landet civilforsvarskorps. Den første kolonne fik til huse på Herningsholm, der blev indrettet til kaserne. I 1966 flyttede kolonnen til en egentlig kaserne i den nordvestlige del af byen. Afdelingen er i dag Beredskabsstyrelsen Midtjylland.

### Mellemkrigstiden
I mellemkrigstiden var Hernings indbyggertal stigende: i 1921 8.855, i 1925 9.647, i 1930 10.866, i 1935 12.568, i 1940 14.164 indbyggere.
Ved folketællingen i 1930 havde Herning 10.866 indbyggere, heraf ernærede 613 sig ved immateriel virksomhed, 4.363 ved håndværk og industri, 1.728 ved handel mm, 1.000 ved samfærdsel, 708 ved landbrug, skovbrug og fiskeri, 904 ved husgerning, 1.376 var ude af erhverv og 174 havde ikke oplyst indkomstkilde.

### Efterkrigstiden
Efter 2. verdenskrig fortsatte Herning sin befolkningsvækst. I 1945 boede der 16.285 indbyggere i købstaden, i 1950 19.439 indbyggere, i 1955 22.014 indbyggere, i 1960 24.790 indbyggere og i 1965 29.580 indbyggere. Tjørring Kommune med 733 i 1960 blev indlemmet i købstaden. Samtidig udviklede forstaden, Birk by, sig i Gjellerup Kommune.
| År                    | 1945   | 1950   | 1955   | 1960   | 1965   |
| --------------------- | ------ | ------ | ------ | ------ | ------ |
| Herning købstad       | 16.285 | 19.439 | 22.014 | 24.790 | 29.580 |
| Tjørring Kommune      | -      | -      | -      | 733    | *      |
| Birk by               | -      | -      | -      | -      | 322    |
| Herning med forstæder | 16.285 | 19.439 | 22.014 | 25.523 | 29.902 |

I 1961 åbnede Herning Højskole med sit markante højhus i 16 etager i den østlige udkant af byen. Højskolen måtte lukke i 2007 af økonomiske årsager.
I 1982 anlagdes et stort kraftvarmeværk (Herningværket) syd for byen. Siden er adskillige høje bygninger skudt op i Herning, mens Torvet blev restaureret i 1996.
Herning er to gange blevet kåret som Årets By: i 1965 for at være en god by at leve i og i 2003 for at være en by med spræl i.
I 1989 blev Herning Seminarium nedlagt.
Herning har også vundet kampen om et supersygehus af to i Region Midtjylland. Sygehuset står i Gødstrup tæt ved Herning.

## Geografi og infrastruktur
Herning ligger som et vej- og jernbaneknudepunkt på den tyndt befolkede vestjyske hede, der i dag for størstedelen er opdyrket. De nærmeste byer er Ikast (11 km mod øst), Brande (25 km mod syd), Ringkøbing (45 km mod vest), Holstebro (34 km mod nordvest), Silkeborg (35 km mod øst) og Viborg (48 km mod nordøst). Der er 79 km til Aarhus, 66 kilometer til Vejle og 128 kilometer til Aalborg.
Jernbanerne Struer-Vejle (DSB) og Skjern-Aarhus (Arriva) krydser hinanden i Herning. IC-forbindelsen Struer-København betjener Herning i totimersdrift. Forbindelsen Herning-Aarhus betjenes i halvtimesdrift, og forbindelsen Herning-Skjern i timesdrift. Endvidere findes regionaltogsforbindelsen Struer-Fredericia som betjenes i totimersdrift. Herning ligger 25 km fra Karup Lufthavn og 57 km fra Billund Lufthavn. 5 km nordøst for byen ligger Herning Lufthavn, der ikke har fast rutetrafik. Jernbanen Herning-Viborg eksisterede fra 1906 til 1971 (godstrafik til 1977).
Flere hovedveje krydser Herning: rute 12, 15, 18 og 34. Endvidere er der opført flere motorveje:
Rute 15 (Herningmotorvejen), fra Herning til Aarhus, åbnede den 4. november 2002 fra Herning til Bording. Efter fastlæggelsen af ruteføringen for den sidste etape af motorvejen – gennem det nordlige Silkeborg – åbnede den 11. september 2016. den 7. oktober 2006 åbnede det første stykke af Rute 18 (Midtjyske Motorvej) øst om Herning, fra Sunds til Brande og Rute 15 (Messemotorvejen), der går syd om Herning, fra Motorvejskryds Herning Syd til Herning V, hele strækningen Herning-Vejle åbnede den 27. maj 2014.. Den 28. maj 2017 åbnede det andet stykke af sekundærrute 502 (Messemotorvejen) vest om Herning fra Snejbjerg til Sinding. Dermed vil Herning være den første by i Danmark med en ringvej som motorvej/motortrafikvej omkring byen.

## Demografi
Hernings befolkningstal har udviklet sig eksplosivt siden jernbanen kom til byen i 1877. Siden 1964 regnedes Tjørring med til byen og siden 2006 blev forstæderne Snejbjerg, Lind, Hammerum og Gjellerup lagt til.
Kilde: Danmarks statistik

## Erhverv
Herning er kendt som kongres- og messeby på grund af Messecenter Herning. Den store multiarena, Jyske Bank Boxen som er blevet bygget ved MCH Messecenter Herning. Den store arena med plads til 12- 15.000 tilskuere blev indviet af Lady Gaga i oktober 2010, men fik sin ilddåb med udsolgte mellemrunde- og finalekampe i forbindelse med europamesterskaberne i kvindehåndbold i december 2010. Den traditionelle tekstilindustri præger ikke Herning og nabobyerne på samme måde som tidligere, og mange af arbejdspladserne er flyttet til udlandet. I Herning ligger en stor Danish Crown-filial, et af Danmarks største svineslagterier.
Herning er i dag et væsentligt økonomisk center og en by i vækst, i modsætning til mere stagnerende områder i Midt- og Vestjylland. Dette skyldes især, at byrådet gennem mange år har haft en bevidst strategi om at tiltrække arbejdspladser og udbygge kulturlivet. Herning er kendt som en driftig handelsby med et stort udbud af både kædebutikker og specialbutikker. Således blev der bl.a. opført et center i centrum, Dalgashus, i 2003 og der planlægges at opføre et større bycenter i Østergade, hvor det tidligere Schou-Epa ligger. Som aflastning for bymidten, blev der i 1978 indviet HerningCentret, som er udvidet og moderniseret flere gange og rummer i dag 75 butikker.
Blandt byens førende virksomheder er Egetæpper stiftet af Mads Eg Damgaard, Herning Shipping, Bankernes EDB-Central og herreundertøjsproducenten JBS.

## Uddannelse
- Herning Gymnasium
- Børneskolen Bifrost
- Teko Center Danmark
- Aarhus Universitet, Handels- og IngeniørHøjskolen
- Erhvervsakademi Midtjylland
- CVU Vest
- Agroskolen
- Herningsholm Gymnasium
- Herningsholm Erhvervsskole
- Herning Friskole
- Midtjyllands Kristne Friskole
- Herning HF & VUC

Frem til 1989 eksisterede også Herning Seminarium.

## Kultur
2007 blev Herning udpeget som nationalt industriminde af Kulturarvsstyrelsen.
Grøn Koncert er efter ti års fravær igen kommet til Herning.
Lige øst for det centrale Herning ligger Danmarks største kunstværk, Elia, et monumentalt værk af Ingvar Cronhammar.

### Museer
I det nordøstlige hjørne af byen ligger Blichermuseet på herregården Herningsholm. Her findes udstillinger om den berømte digter Steen Steensen Blicher, som skildrede hedeegnen.
Herning Museum er oprettet i 1892 og beretter om hedeboernes kulturhistorie; desuden er Frilandsmuseet Herning med egnsbygninger tilknyttet.
I den østlige udkant af byen ligger Herning Kunstmuseum, der kendetegnes af arkitekten C.F. Møllers keramisk farvede bygning, Carl-Henning Pedersen og Else Alfelts Museum. Bygningen er fra 1976 og indeholder mere end 4.000 kunstværker af dette kunstnerægtepar. Den øvrige del af kunstmuseet er oprettet i en skjortefabrik fra 1965. I samme bydel står Elia, en 32 meter høj og 60 meter bred, sortmalet, fabrikslignende skulptur der udspyr en 8 meter høj stikflamme hvert 18. døgn. Skulpturen er skabt af Ingvar Cronhammar i 2001.
Steven Holl blev præsenteret som manden der skulle tegne Hernings kommende kunstmuseum (HEART) som blev indviet i 2009, hvorefter Herning har fået en bygning, der udover at huse kunstmuseet også bliver hjemsted for Socle du Monde biennalen og Ensemble MidtVest.
Danmarks Fotomuseum skildrer fotografiets historie siden 1839. Baboon City er et indendørs forlystelsescenter for børn og voksne. Ved Havnstrup, 12 km vest for Herning, ligger dyreparken Jyllands Park Zoo. Mørupstenen, der er Jyllands største vandreblok, ligger sydvest for byen i retning mod Snejbjerg.
I 1954 åbnede udstillingsbygningen Herning-Hallen, der senere voksede og blev til Messecenter Herning.

### Sport
I 2004 indviedes SAS Arena, et fodboldstadion nær Messecentret med plads til 12.000 tilskuere og hjemsted for FC Midtjylland. I 2005-06 etableredes to nye badesøer, Fuglsang Sø og Holtbjerg Sø.DGI og Herning Kommune finansierede det store DGI Huset Herning, indviet 2010, med badeland, wellnesscenter, hotel samt boliger.
Herning er kendt at opfostre flere kendte cykelstjerner, og for sit ishockeyhold Herning Blue Fox, som spiller sine hjemmekampe på Kvik Hockey Arena.
Jyske Bank Boxen, en multiarena, blev indviet 20. oktober 2010 ved en udsolgt koncert med Lady Gaga. Jyske Bank Boxen, populært kaldet "Boxen", er en del af Messecenter Hernings Vision 2025 og har været besøgt af 1,1 million gæster i de første fem år.
Herudover har Herning Kommune et rigt foreningsliv, hvor børn, unge og voksne kan dyrke idræt som svømning, håndbold, fodbold, gymnastik, brydning og andre idrætter. Snejbjerg S. G. & I. hører til blandt kommunes største idrætsforeninger med ca. 2000 medlemmer fordelt på 15 idrætsgrene/kulturelle tilbud: Aktiv samvær, Amatørteater, Badminton, Cykelmotion, Fitness, Floorball, Fodbold, Gymnastik, Håndbold, Motion (løb), Seniorsport, Svømning, Tennis og Volleybal.

## Æresborgere
Herning har fire æresborgere:
- H.P. Hansen (1879-1961) - folkemindesamler, museumsforstander, forfatter - udnævnt 1958.
- Mads Eg Damgaard (1913-1999) - fabrikant og politiker - udnævnt 1988.
- Carl-Henning Pedersen (1913-2007) - kunstner - udnævnt 2001.
- Vitta Lysgaard (1930-2013) - skibsreder - udnævnt 2009.

## Berømte herningensere
- Christina Hembo, Designer
- Helge Sander, Politiker
- Søren Pind, Politiker
- Kristian Jensen, Politiker
- Jesper Nøddesbo, Håndboldspiller
- Bjarne Riis, Cykelrytter, holdejer
- Michael Blaudzun, Cykelrytter
- Brian Vandborg, Cykelrytter
- Peter Regin, Ishockeyspiller
- Frans Nielsen, Ishockeyspiller
- Frederik Andersen, Ishockeyspiller
- Oliver Bjorkstrand, Ishockeyspiller
- Nicklas Jensen, Ishockeyspiller
- Kenneth Jonassen, Badmintonspiller, landstræner
- Claus Elming, Tv-vært
- Marcell van Enckevort, floorballspiller
- Jimmy Bøjgaard, Tv-vært
- Lisbeth Østergaard, Tv- og radiovært
- Peter Lodahl, operasanger
- Jan Linnebjerg, skuespiller
- Anne-Grethe Bjarup Riis, Skuespiller
- B.S. Christiansen, Elitesoldat og Tv personlighed
- René Munk Thalund, musiker
- Chill Klaus, dansk entertainer
- Thomas Skov Gaardsvig, Tv-vært
- Svend Brinkmann, professor og forfatter
- Lars Krarup, borgmester
- Dorte West, borgmester
- Pione Sisto, fodboldspiller
- Ingvar Cronhammar, kunstner
- Mads Bille, dirigent